# 현무암

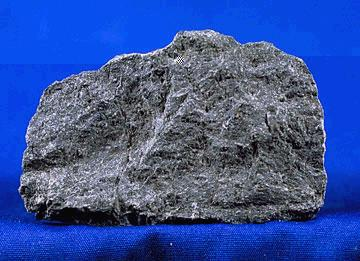
현무암의 모습.

현무암(玄武巖, 영어: Basalt)은 회색~흑색의 분출 화산암이다. 이산화규소의 함량(45% ~ 52%)이 상대적으로 낮은 특징이 있다. 지표에서 용암이 급속히 냉각되기 때문에 보통 세립질이거나 은미정질이다. 세립질의 석기에 큰 결정을 포함하고 있는 반상질이거나, 기공질, 혹은 거품이 많은 스코리아으로 나타난다. 유색광물로는 휘석이, 무색광물로는 정장석등이 주요 광물이다. 풍화되지 않은 현무암은 흑색 혹은 회색이지만, 철분의 산화에 따라 붉은색이나 자주색이 되기도 한다.
지구상의 현무암질 마그마는 대부분 맨틀 상부에서 감람암(Perodotite)이나 휘석암(Pyroxenite)이 감압용융과정을 겪으며 생성된다. 또한 해양지각은 거의 대부분 현무암으로 이루어져 있다. 이는 해령 아래의 맨틀 용승에 의해 형성된 것이다. 부분 용융 정도가 큰 경우 쏠레이아이트 현무암이 형성되고, 부분용융의 정도가 낮을 때는 알칼리 현무암이 형성된다. 현무암의 존재는 지구 외에도 달, 화성, 금성에서뿐만 소행성 베스타에도 확인되었다.
그리고 현무암이란 용어는 한때 전형적인 현무암 성분을 갖는 천처 관입암(淺處貫入巖)에 적용되기도 하였는데, 그러나 현정질 기질을 갖는 이 성분의 암석은 휘록암(dolerite, diabase) 혹은 반려암(gabbro)이다.

## 종류
현무암은 크게 알칼리 현무암과 쏠레아이트 현무암으로 나눌 수 있다. 알칼리 현무암에는 알칼리산화물(Na2O+K2O)가 상대적으로 더 많이 들어가 있다. 알칼리 현무암에서는 감람석의 결정을 볼 수 있으나, 쏠레이아이트 현무암에서는 감람석 결정을 보기 어렵다. 같은 이산화규소 함량을 가지는 현무암이라도 알칼리 현무암에는 쏠레이아이트 현무암에 비하여 석영의 성분이 적거나 아예 석영이 발견되지 않을 수 있다. 이러한 성분의 차이는 생성 깊이에 따라 부분 용융의 정도가 달랐기 때문이라고 여겨진다.
- 쏠레아이트 현무암은 나트륨의 함량이 상대적으로 낮다. 해양저에서 볼 수 있는 현무암(대부분 중앙해령현무암(Mid ocean ridge basalt; MORB))의 대부분과 대형 해도(海島), 컬럼비아강 현무암군과 같은 대륙성 홍수현무암이 포함된다. 휘석, 칼슘사장석, 자철석이 일반적인 광물이다. 석영, 인규석(tridymite)를 포함하며, 감람석은 적다.

- 알칼리 현무암은 나트륨이 풍부하다. 감람석, 티타늄 보통휘석(augite), 사장석, 산화철 광물의 반정을 볼 수 있다. 이산화규소 불포화상태이며, 준사장석, 알칼리장석, 금운모를 포함할 수 있다.

그 외에 알루미늄이 많이 포함된 고(高)알루미늄현무암, 마그네슘이 많이 포함된 무인도현무암 등을 구분할 수 있다.

## 조성

### 광물조성

출현광물에 따른 현무암의 분류

모든 현무암은 이산화규소(SiO2)의 함량이 낮다는 공통점을 가진다. 주요 구성 광물은 사장석(주로 래브라도라이트;Ca 50~70%)과 휘석(대부분 보통휘석)이다. 감람석과 준장석은 마그마 성분에 따라서 나타나지 않을 수도 있다. 흑운모와 각섬석이 나타날 수 있는 반면 알칼리장석과 석영은 잘 나타나지 않는다. 액세서리 광물로는 자철석, 울푀스피넬(Ulvöspinel), 일메나이트 같은 철 또는 철-티타늄 산화광물이 있다. 이상의 광물들은 강한 잔류자기를 띄기 때문에 고지자기 탐사에는 현무암이
알칼리 현무암은 놈(norm)네펠린이 나타난다는 특징이 있다. 알칼리 현무암은 사방휘석(orthopyroxene)을 가지지 않는 대신 감람석을 가지는 특징이 있다. 장석 반정의 성분은 라브라도라이트에서 안데신(Ca 30~50%) 사이에 분포한다. 알칼리 현무암에서 발견되는 보통휘석(augite)은 쏠레이아이트의 보통휘석에 비해 티타늄의 함량이 높다. 알칼리장석과 류사이트(leucite), 네펠린(Nepheline), 소달라이트(sodalite) 같은 준장석류, 금운모(phlogopite), 형석(aphatite)이 석기에 존재할 수 있다
쏠레아이트 현무암은 반대로 네펠린이 나타나지 않고, 석영이 나타난다. 알칼리 산화물의 함량은 알칼리 현무암에서 더 높다. 쏠레이아이틱 현무암에는 휘석(보통휘석, 사방휘석, 피조나이트)과 칼슘사장석(anorthite; 회장석)의 반이 흔하다. 감람석의 반정이 있을 수도 있고, 그럴 때에는 피조나이트의 림(rim; 광물의 테두리가 다른 광물로 변질된 구조)을 가지기도 한다. 석기는 석영, 인규석(tridymite), 크리스토발라이트로 이루어져 있다. 감람석 쏠레이아이트는 보통휘석과 사방휘석, 피조나이트에 더하여 감람석이 풍부하지만, 감람석은 피조나이트의 림을 가질 수도 있고, 석기에는 존재하지 않는다.
현무암은 솔리더스와 리퀴더스가 높다. 지표에서 리퀴더스는 1200 °C, 솔리더스는 1000 °C보다 조금 낮은 정도로, 다른 화성암에 비해 높은 편이다.
쏠레이아이트 현무암의 대부분은 50~100km 깊이의 맨틀에서 형성된다. 많은 알칼리 현무암의 형성 깊이는 이보다 더 깊어서 150~200km 정도이다. 고알루미늄 현무암은 그것이 원마그마(primitive magma)인지 다른 현무암에서 진화되어 나온 것인지 아직 확실하지 않다.

### 화학조성

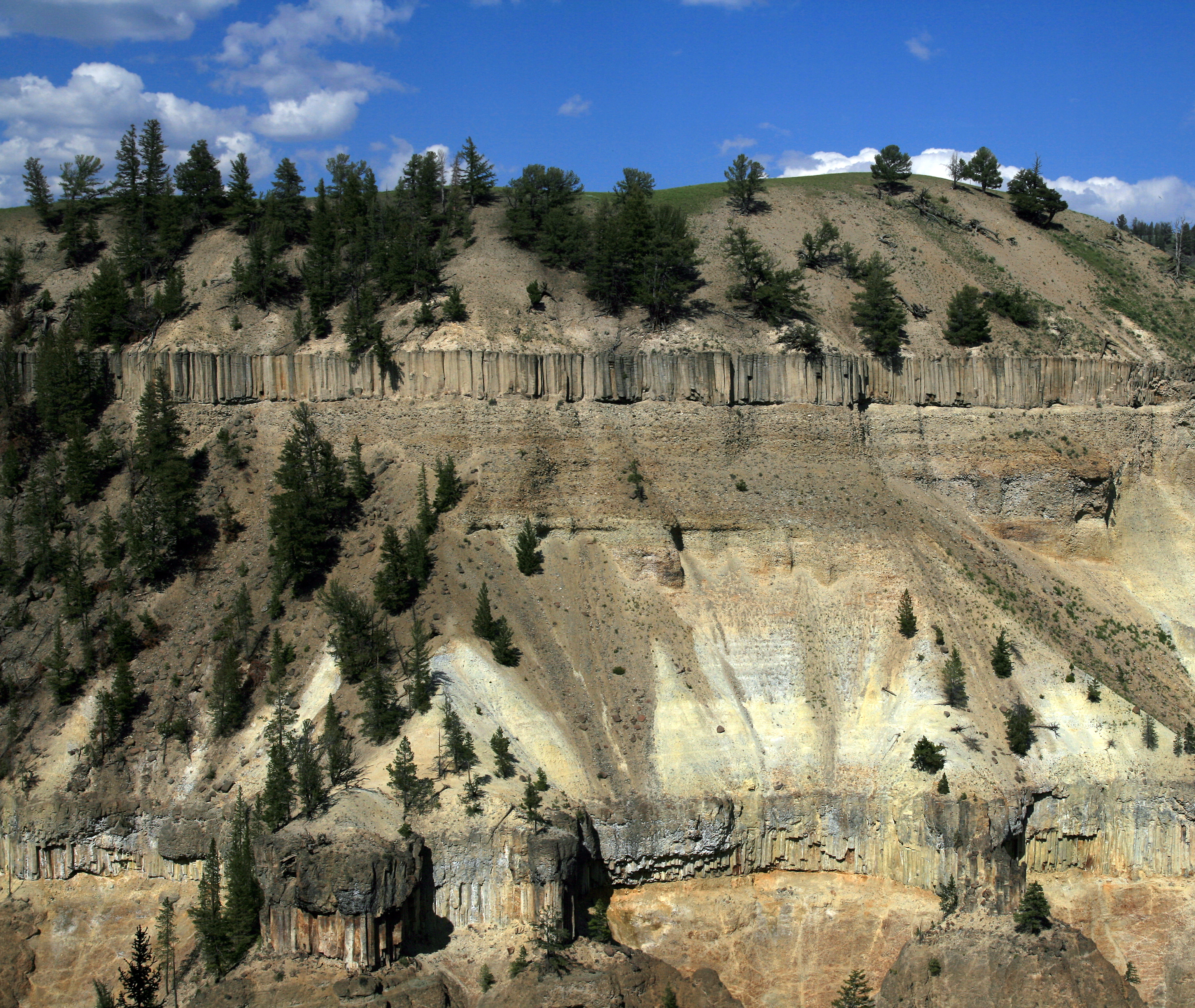
옐로스톤 국립공원에서 볼 수 있는 컬럼비아강 현무암군의 주상절리

현무암의 외관은 다들 비슷해 보이지만, 화학성분분석을 통하여 본 현무암은 굉장히 변화무쌍한 암석이다. 각 현무암의 생성환경에 따라 광물구성은 심하게 달라질 수 있다. 현무암은 화학조성에 따라 더 세세하게 나눌 수 있다.
일반적인 화성암 조성에 비추어 보았을 때 현무암에는 마그네슘 산화물, 칼슘 산화물이 많고, 이산화규소와 알칼리 산화물의 함량은 낮다. 이러한 경향은 TAS-다이어그램(총알칼리-이산화규소 다이어그램)에서도 확인할 수 있다.
현무암은 무게를 기준으로 해서 45~55%의 이산화규소(SiO2), 2~6%의 알칼리 산화물, 0.5~2.0%의 티타늄 산화물(TiO2), 5~15%의 철 산화물(FeO)과 14% 이상의 알루미늄 산화물(Al2O3)로 이루어진다. 칼슘 산화물(CaO)은 10% 정도의 무게를 차지하고, 마그네슘 산화물(MgO)은 5~12%를 차지한다.
고(高)알루미늄 현무암은 알루미늄산화물의 무게 비율이 17~19%에 이르고, 무인도현무암의 마그네슘 산화물 비율은 15%까지 이른다. 준장석고철질암석은 현무암과 비슷한데, 알칼리 산화물의 함량이 12%이상이 되기도 한다.
중앙해령 현무암과 이에 상응하는 반려암은 중앙해령에서 만들어지는 특징적인 화성암이다. 이들 암석은 알칼리 산화물의 함량과 불호정성 원소의 함량이 낮고, 맨틀이나 콘드라이트에 대하여 표준화한 희토류 원소의 패턴은 평평하다. 반면 알칼리 현무암의 희토류 원소 패턴은 가벼운 희토류 원소일수록 부화(富化)되어 있고, 희토류원소나 불호정성 원소의 양 자체가 훨씬 많은 것으로 나타난다.
중앙해령현무암은 판구조론 이해의 핵심이라고 여겨지기 때문에 그 성분에 대하여 많은 연구가 있어왔다. 중앙해령현무암이 다른 환경에서 분출된 현무암과 구분되는 특징이 있기는 하지만, 중앙해령현무암 사이에서도 화학조성은 균질하지 않고, 해령을 따라, 또 해양에 따라 성분이 변화한다.
현무암 안에 있는 스트론튬, 니오븀, 납, 하프늄, 오스뮴 같은 원소의 동위원소비 역시 많이 연구되었다. 이들의 연구를 통하여 지구 맨틀의 진화를 알 수 있기 때문이다. 불활성원소의 동위원소비(예를 들면, 3He/4He)는 높은 값을 가진다. 중앙해령현무암의 경우, 일반 대기와 비교했을 때 6~10의 값을 가지지만, 맨틀플룸에서 기원했다고 여겨지는 대양해도현무암은 15~24의 값을 보인다.

## 생성환경
현무암은 가장 폭넓은 분포를 가진 암석이다. 대륙이나 해양저에서 흔히 발견된다. 해양저의 거의 대부분은 현무암으로 이루어져 있다. 단지 그 위를 퇴적물이 살짝 덮고 있을 뿐이다. 중앙해령을 따라 벌어진 판의 틈새를 마그마가 채워 넣은 후 식으면서 해양판이 만들어진다. 해양에서 볼 수 있는 현무암이 형성되는 환경은 다음과 같다.
- 중앙해령현무암(mid ocean ridge basalt)는 두 해양판이 벌어지는 곳에서 만들어진다.
- 대륙연변부현무암(continental margin basalt)는 해양판과 대륙판 사이의 섭입대에서 만들어진다.
- 호상연도현무암(island arc basalt)는 두 해양판 사이의 섭입대에서 만들어진다.
- 대양해도현무암(ocean island basalt)는 판 내부의 열점에서 만들어진다.

현무암의 생성환경에 따라 화학조성이 다르고, 이에 기초하여 현무암을 분류할 수 있다.
대륙 안에서는 열곡이나 대륙 내부의 열점 같은 곳에서 현무암이 나타난다.
- 홍수현무암(flood basalt)는 맨틀 플룸에 의해 상승한 뜨거운 맨틀에 의해 만들어진 현무암질 마그마가 짧은 시간에 대량으로 분출하여 생겼다고 생각된다. 용암대지를 이룬다.

## 형태와 조직

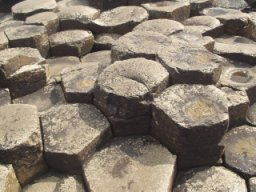
주상절리를 위에서 본 모습

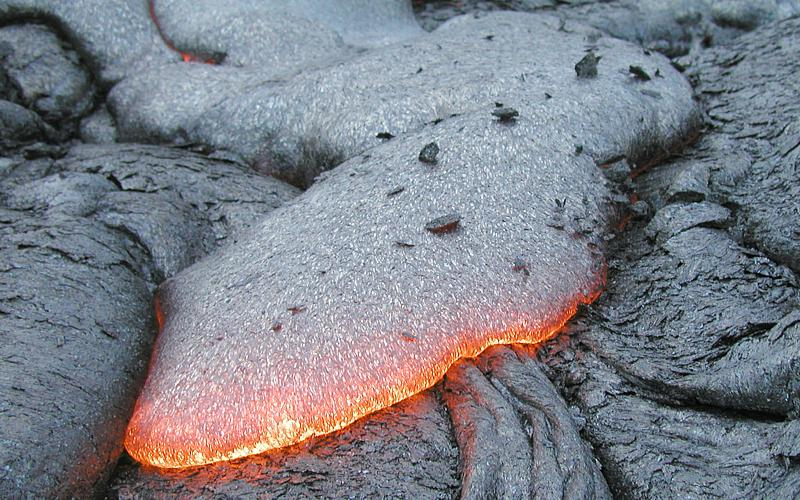
흐르고 있는 현무암질 용암

현무암이 어디서 어떻게 분출하고 흘렀던 용암이 식어서 만들어졌는지는 현무암의 형태, 구조, 조직을 통해서 알 수 있다. 현무암은 대부분 어두운 회색에서 검은색을 띈다. 현무암은 그 대부분이 세립질의 석기로 이루어져 있다. 반정은 상대적으로 드무나 현무암의 종류에 따라서는 많이 나타나기도 한다.

### 지면분출
지표에서 냉각된 현무암질 용암의 형태는 두가지 요인에 달려있다. 분출된 용암이 빨리 식은 경우에는, 온도와 기체 함량에 따라 파호이호이 용암이나 아아 용암 중의 하나의 형태를 가진다. 냉각이 지체되는 경우에는 열수축에 의하여 드물지 않게 육각형 모양의 주상절리가 형성된다. 주상절리는 냉각면에 수직으로 발달하며 단면은 육각형이다. 간혹 드물게 구과상현무암이 나타나기도 하는데, 현무암대지의 연변부에서 잘 발견된다.
지면에서 분출한 현무암은 스코리아, 신더(cinder), 용암류, 이렇게 세 종류 화산퇴적물을 형성한다.
용암류나 분석구의 최상부에 있는 현무암은 심한 다공질인 경우가 있다. 현무암질 신더는 철 성분 휘석의 철이 산화되어 종종 빨간색이 되기도 한다.
아아 용암은 신더와 각력암들로 덩이져 있는 두껍고 점성이 상대적으로 높은 현무암질 용암을 아아 용암이라고 한다. 파호이호이용암은 뜨겁고 점성이 매우 낮은 형태의 현무암으로 때때로 지대가 낮은 곳을 채워서 용암호수를 만들기도 한다. 용암 동굴은 파호이호이 용암 분출의 일반적인 특징이다.
현무암질 응회암이나 화산쇄설암은 드물지만 알려지지 않은 것은 아니다. 일반적으로 현무암질은 매우 뜨겁고 점성이 낮기 때문에 폭발적인 용암 분출을 일으키기에 충분한 압력을 쌓아올리기 어렵다. 하지만 화도에서 용암이 막혀 화산기체가 충분히 모이는 경우가 때때로 발생한다. 하와이의 마우나로아 화산은 19세기에 이런 식으로 분출하였고, 뉴질랜드의 타라웨라 화산의 1886년 분화도 그러한 특성을 보였다.

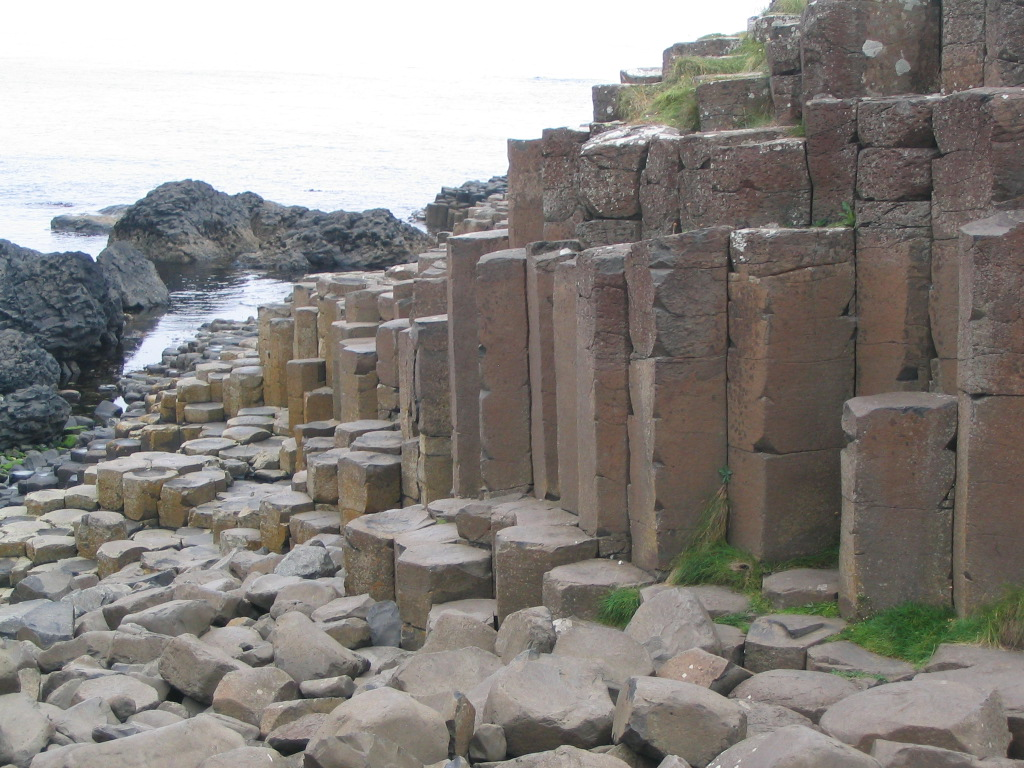
북아일랜드에 있는 자이언츠커즈웨이(Giant's Causeway)를 이루는 주상절리

마르는 폭발성 현무암 분출을 통해 만들어진 작은 현무암질 응회암을 특징적으로 가지고 있다. 현무암, 벽암(壁岩)의 각력암으로 된 선상(扇狀) 퇴적지가 형성되고, 그보다 더 멀리까지 현무암질 응회암이 흩어져있다. 제주도의 산굼부리는 마르의 일종이다.
행인상구조는 예전에 기공이었던 자리를 제올라이트, 석영, 방해석과 같은 광물의 결정이 채운 구조이다.

### 주상절리

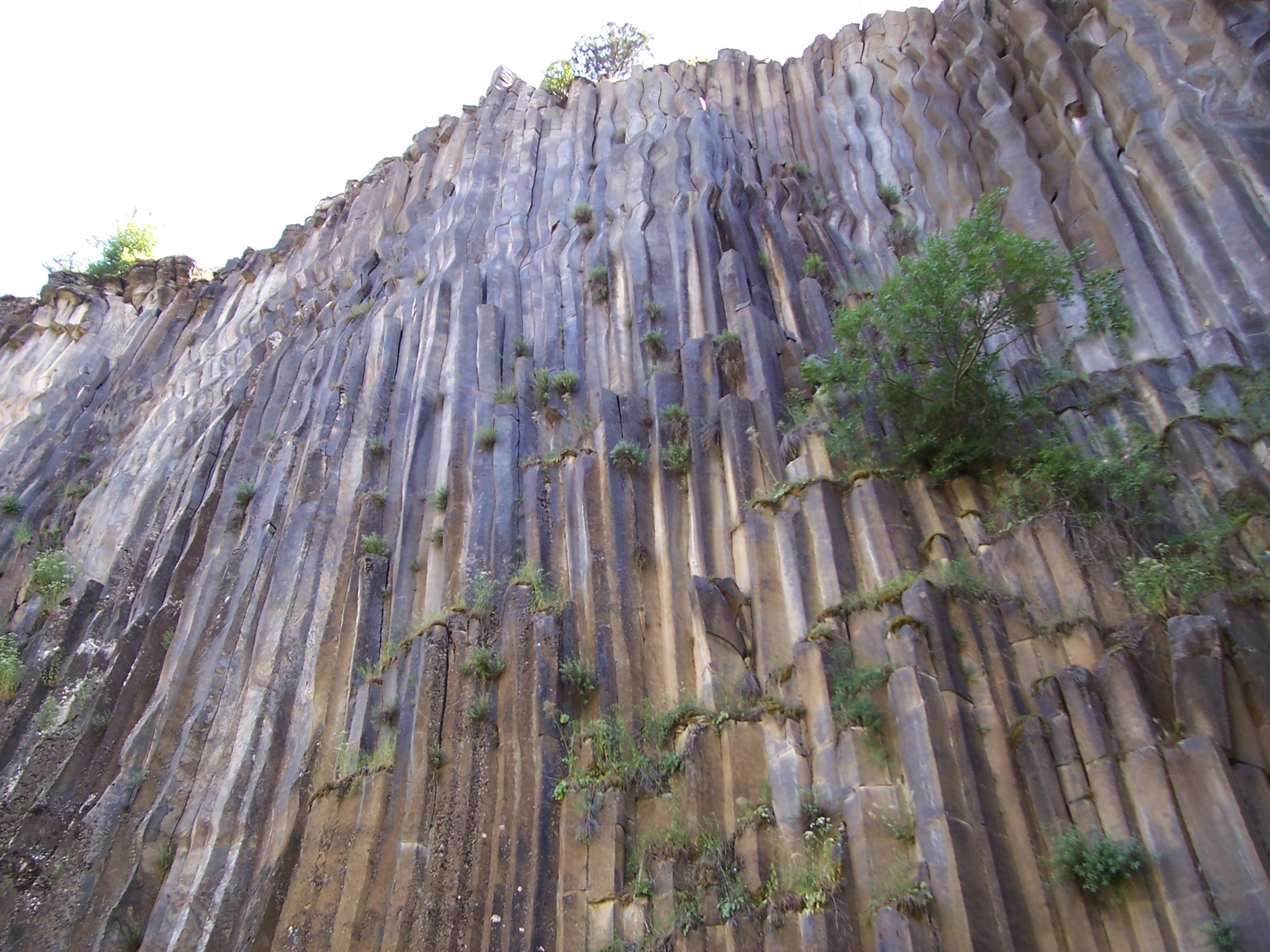
터키의 주상절리 현무암

두꺼운 용암류가 냉각되는 동안 수축으로 인한 절리가 발달하게 된다. 냉각 속도가 상대적으로 빠르면, 수축에 의한 응력이 상당히 커진다. 용암류는 수직방향으로는 파쇄되지 않고 수축할 수 있지만 수평방향으로는 암석이 쪼개지지 않고는 공간문제를 해결하기 어렵다. 그 결과 기둥모양의 절리가 발달하게 된다. 이들 기둥의 단면의 모양은 육각형이라고 알려져 있는 경우가 많지만, 실재로는 임의적이다. 다각형들의 평균 변 수는 6이다. 기둥의 크기는 냉각 속도와 관련이 있기는 하지만, 상관관계는 크지 않다. 냉각 속도가 느릴 수록 기둥이 커지는 경향이 있다.
한탄강 주변의 용암대지와 포항 달전리 주상절리, 제주도 남해안 등이 한반도의 주상절리로 잘 알려져 있다.
13세기에 태평양의 폰페이섬에서 나타난 종교복합체인 난마돌(Nan Madol)은 섬의 여러곳에서 체굴한 주상절리를 이용하여 만들어졌는데, 지금도 그 흔적이 남아있다.

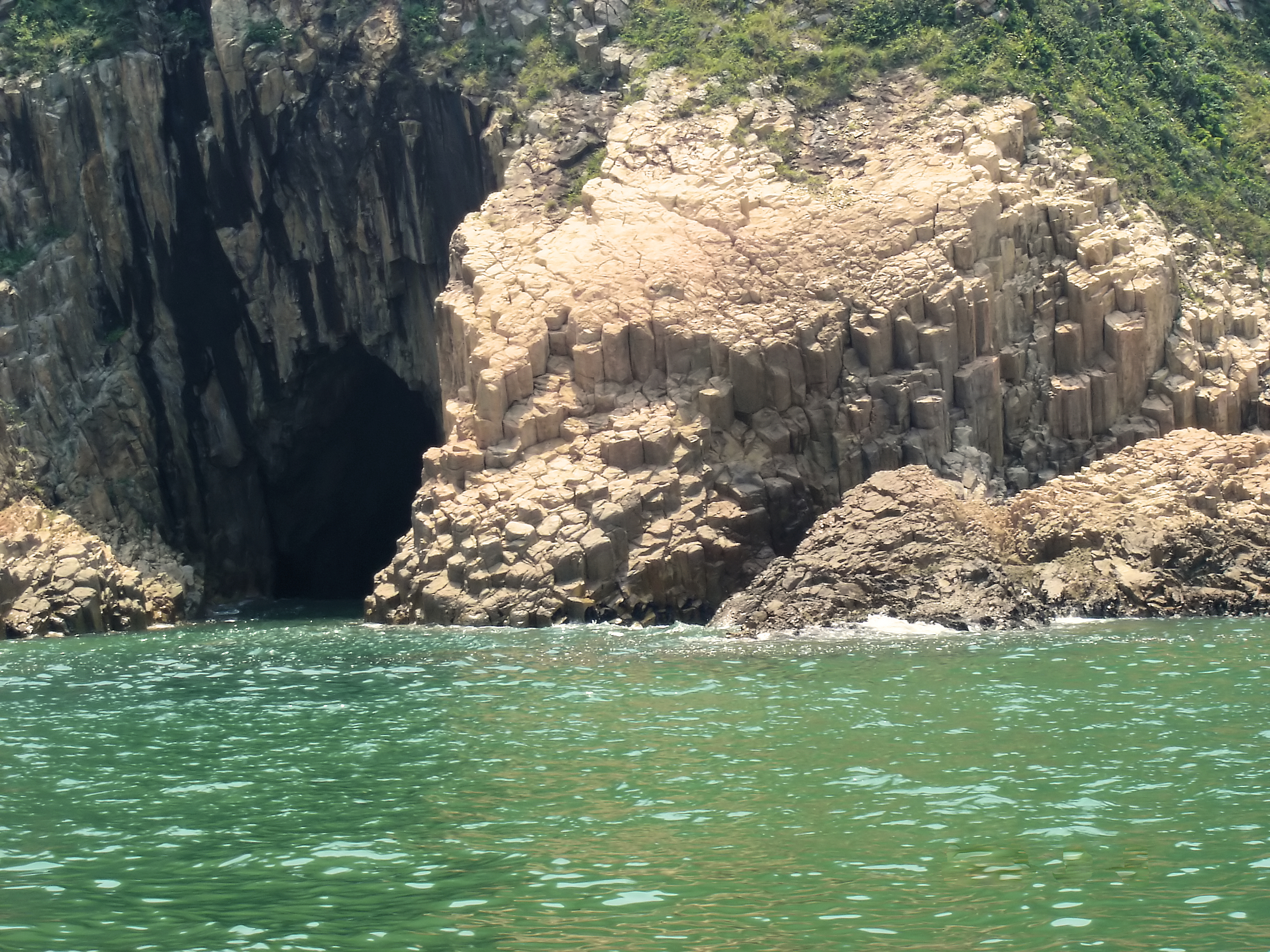
홍콩 포섹차오(火石洲)의 주상절리

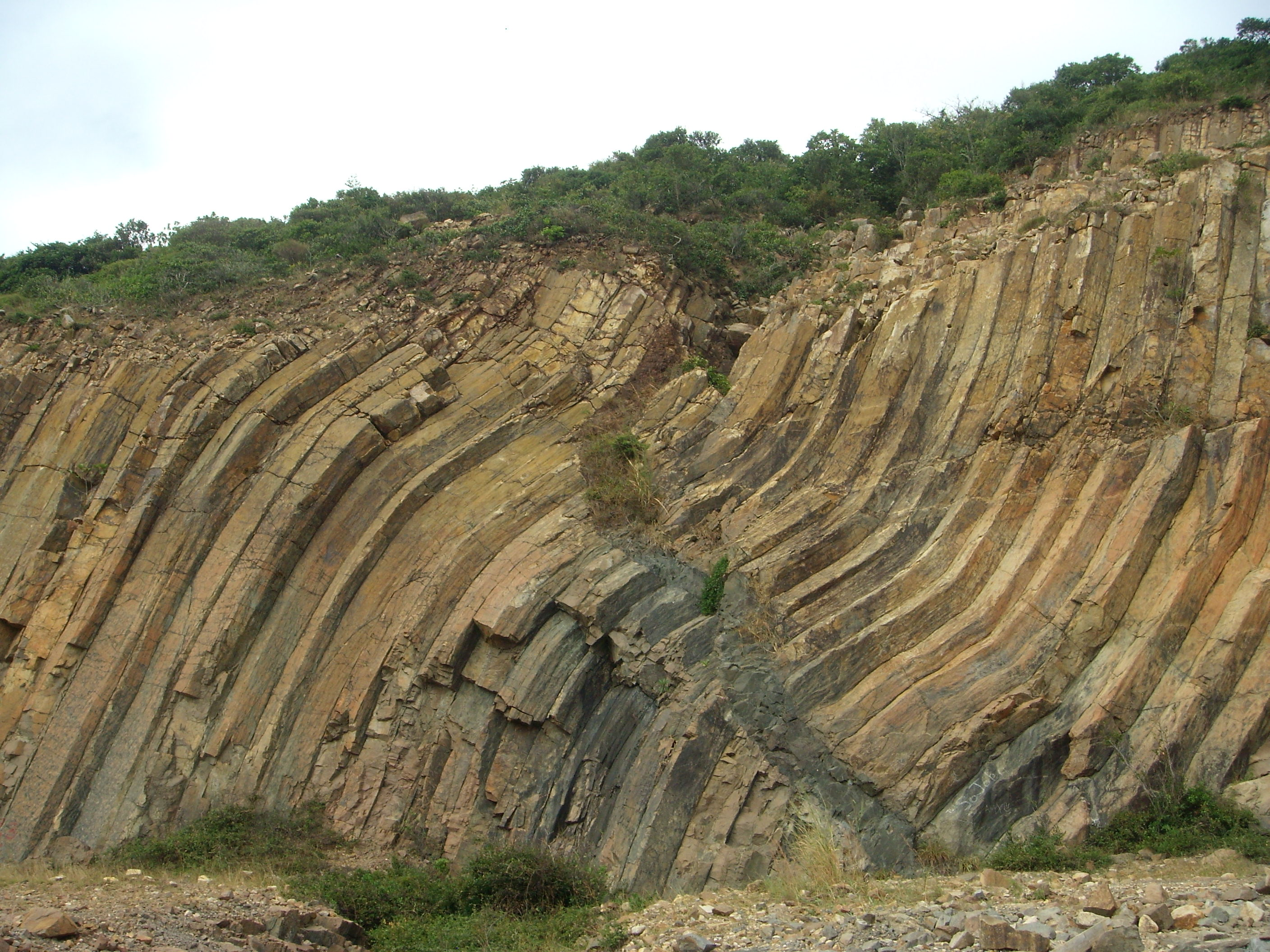
홍콩 완위수이커(萬宜水庫) 주변의 S형 주상절리

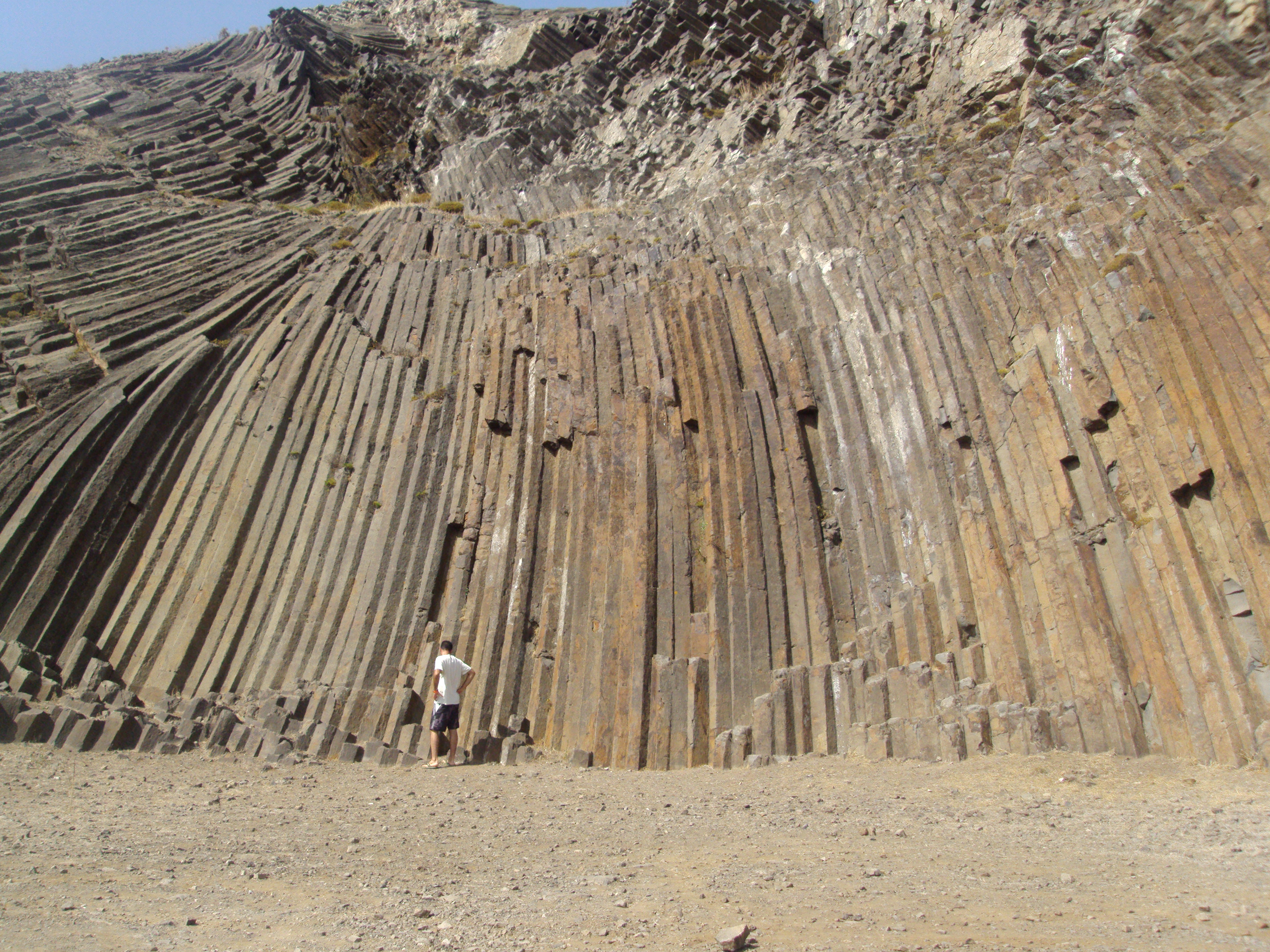
포르토 산토 섬의 주상절리

### 수면하 분출

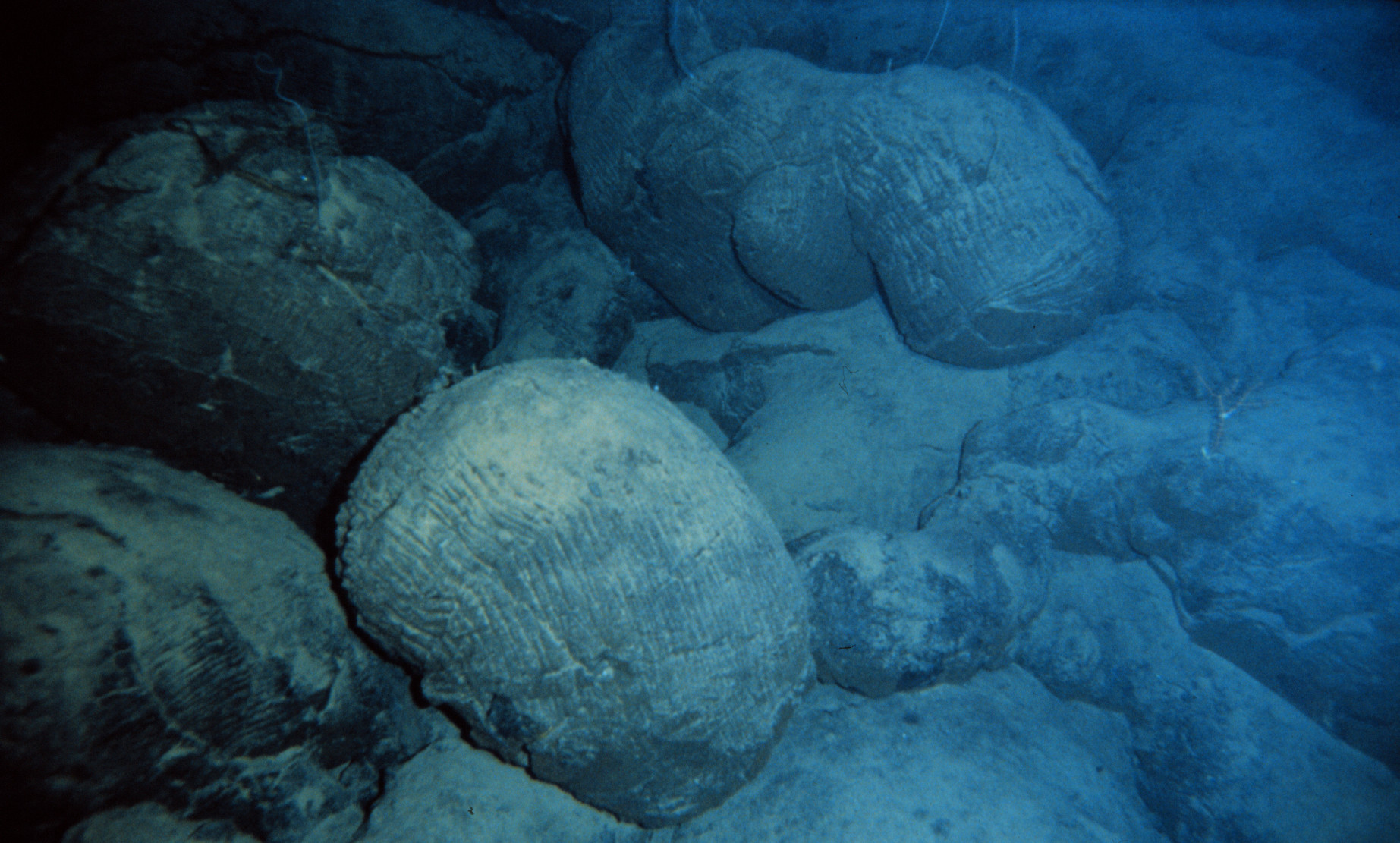
남태평양 해저의 침상용암

#### 침상용암
용암이 수면아래에서 분출하면, 물이 용암의 표면을 즉시 냉각시키면서 베개 모양의 특별한 모양의 현무암을 형성하는데 이를 침상용암이라고 한다. 뜨거운 용암이 한 배게를 뚫고나와 다른 베개를 형성하는 식으로 만들어진다. 수면하에서의 용암분출에 있어서 침상용암은 매우 일반적이어서, 과거의 현무암이 침상용암의 형태를 가지고 있다면, 용암이 수면하에서 분출하였다고 확신할 수 있다. 침상용암의 중심부는 세립질이고, 껍질 부분은 유리질이다. 방사상의 절리가 있다. 침상용암 베개 하나의 크기는 10cm에서 수m로 다양하다.
파호이호이용암이 바다에 들어가면 침상용암이 일반적으로 만들어지는 데에 반하여 아아용암이 들어갈 때는 리토랄콘(littoral cone)이 형성된다. 리토랄콘은 응회암질의 조각들이 원뿔 모양으로 흩어져쌓인 것으로, 덩어리지고 기공도 많이 포함한 아아 용암이 물 안에 들어가면, 바닷물을 데우게 되고 높아진 증기압으로인해 폭발할 때 화산쇄설물 조각들이 날아가면서 생긴다. 파호이호이용암에서도 파도에 의해 물에 접촉하는 표면적이 넓어지면 리토랄콘을 형성할 수 있음이 관찰되었다.
대서양의 셔트지(Surtsey) 섬은 1963년에 수면위로 나타난 현무암 화산이다. 분화의 초기 국면은 굉장히 폭발적이었는데, 마그마가 물기를 많이 가지고 있었기 때문이었다. 암석이 증기압에 의해 날아가면서 응회암과 분석구를 형성하였다. 이후에는 일반적인 파호이호이형 분출 형태로 전이하였다.
급속히 냉각되는 용암류의 표면에는 화산유리가 존재할 수 있는데 주로 수면하 분출에 동반되지만 지표분출에서 관찰되기도 한다.

#### 현무암의 생명
수면하 현무암에서 일반적으로 발견되는 부식의 흔적들로부터 현무암과 해수 사이에서 일어나는 화학반응에 미생물이 중요한 역할을 맡고 있음을 알 수 있다. 상당한 환원상태인 2가 철과 2가 망간이 현무암에 존재한다는 것은 박테리아가 이들을 에너지원으로 이용할 수도 있음을 의미한다. 최근의 연구들은 철황화물에서 배양된 2가철 산화 박테리아가 현무암에서도 2가철을 에너지원으로 하여 성장할 수 있음을 보여준다. 로이히 해산(Loihi Seamount)에서의 최근 연구에서는 철 산화 또는 망간 산화 박테리아를 풍화된 현무암에서 배양하는 데에 성공했다. 현무암질 유리(따라서 해양지각)과 해수의 화학 성분을 바꾸는 작용에서 박테리아가 역할을 맡고 있다는 것은, 이들의 상호작용을 열수분출공에서 생명의 기원을 찾는 연구에도 이들을 이용할 수 있는 가능성을 제시한다.

## 변성
현무암은 변성암대에서 중요한 암석이다. 그 이유는 변성대 안의 변성 환경에 대한 극히 중요한 정보를 현무암이 제공하기 때문이다. 현무암이 주어진 온도와 압력 환경에서 변성을 겪으면서 생성되는 광물조합이나 암석종류가 변성상의 이름이 되는 경우가 많다. 청색편암상, 에클로자이트상, 백립암상, 녹색편암상, 제올라이트상 등이 있다. 변성된 현무암에는 금, 구리, 황 등의 다양한 열수광상이 형성될 수 있다.

## 분포

### 지구

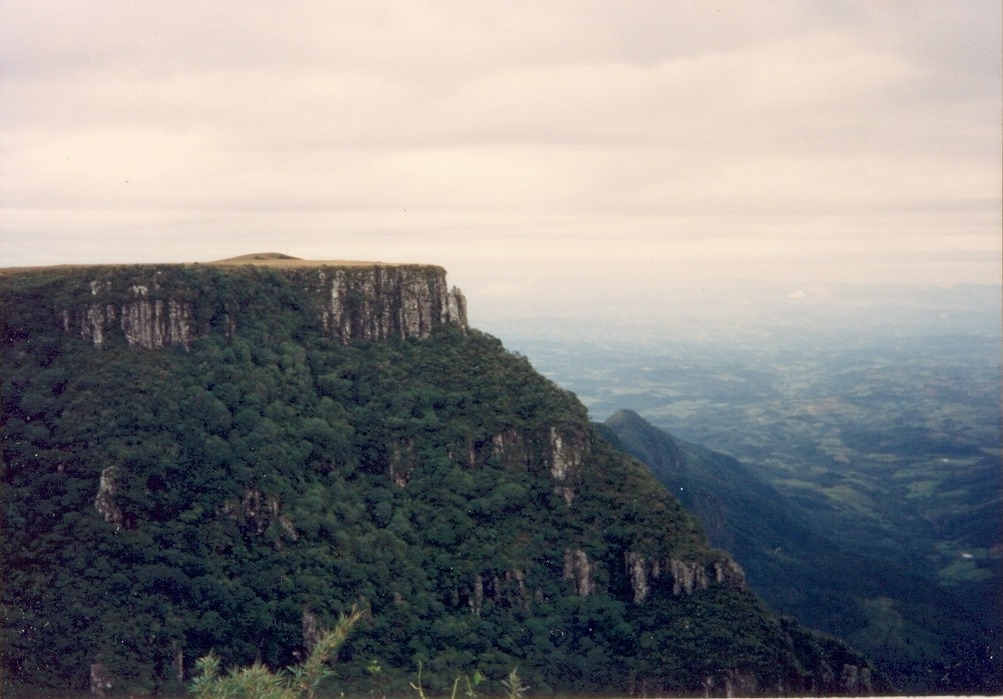
브라질의 파라나 트랩

인도 데칸고원의 용암, 캐나다 브리티쉬 컬럼비아주의 칠코틴 층군, 브라질의 파라나 트랩, 러시아의 시베리아 트랩, 미국 워싱턴주 오리건주, 캘리포니아주의 컬럼비아강 고원, 북미 동부의 트라이아스기 용암 한국의 제주도 용암 등은 현무암이다. 다른 유명한 현무암지대로는 맨틀 플룸 위에서 형성된 아이슬란드, 남아프리카의 카루 홍수현무암 지대, 이탈리아 시실리섬 동부의 애트나산, 하와이 해산열 등이 있다. 현무암은 거대화성암지역(LIP, Large igneous province)의 가장 특징적인 암석이다.
선캄브리아 이언의 현무암은 습곡, 쓰러스트대에서 발견되는 것이 보통이고, 종종 심하게 변성받았다. 이들은 녹색편암대로 알려져있는데, 현무암이 낮은 정도의 변성을 받으면, 녹니석, 액셔나이트, 에피도트등 녹색을 띄는 광물을 형성하기 때문이다.

### 한국
대한민국에는 제주도 전 지역에 분포한다. 또한 대구광역시에는 학봉 현무암이 소규모 분포한다.

### 외계
현무암은 지구형 행성의 표면에서 가장 흔한 암석이다. 또한 많은 운석들이 현무암과 같은 성분을 가지고 있다. 이들로부터 태양계의 기원에 대한 열쇠를 얻을 수 있다.
달의 어두운부분은, 바다라고 알려져 있는데, 실은 홍수현무암으로 이루어진 평원이다. 이 곳의 암석은 아폴로 계획과 러시아의 루나 계획에 의해 지구로 운반되었고, 달 기원 운석 역시 이 곳의 암석을 대표할 수 있다.
달의 현무암은 지구의 현무암에 비해 철의 함량이 높다. 산화철의 무게 비율이 17~22% 범위에 있다. 티타늄 산화물(일메나이트)의 함량도 충격적인데, 1%에서 13% 사이에서 그 함량이 변한다. 전통적으로는 탈의 현무암을 티타늄함량에 따라 high-Ti, low-Ti, very-low-Ti로 분류해왔으나 클레멘타인 미션을 통하여 얻어진 달 전체의 티타늄 지화학지도에 의하면, 달의 바다에서 암석의 티타늄함량은 연속적으로 변하는 것으로 알려졌다. 티타늄함량이 높을수록 분포는 드물다. 달의 현무암은 충격변성, 산화의 부재, 수화광물의 완전한 부재 등과 같이 색다른 특성을 보인다. 달 현무암은 30억 년에서 35억년 사이에 대부분 분출되었으나 가장 오래된 표본은 42억년 전이고, 충돌구를 세는 방법으로 추정한 가장 새로운 현무암은 12억 년 전인 것으로 추정된다.
탐사선에 의한 자료와 화성 기원 운석을 통해서 현무암은 화성의 표면에서 또한 일반적인 암석임을 알 수 있다.

## 어원
서양에서 현무암을 뜻하는 'basalt'라는 말은 라틴어 'basaltēs'에서 유래하였는데, 이 단어는 또 다시 그리스어 βασανίτης [λίθος] (매우 단단한 돌)의 음차이다. 이 단어는 이집트가 그 기원일 수 있다. 지질학자 프란츠 뢰빈손-레싱은 애티오피아에서 기원한 '바잘트'라는 단어가 "세상에서 가장 오래된 암석을 기술하는 용어이다"라고 주장했다. 그에 따르면 'bselt' 또는 'bsalt'는 '끓는' 정도의 의미를 가진다. 그는 더하여, 플리니우스에 의하면 첫 번째 현무암은 애티오피아로부터 왔다고 했다. 한편, 그리스어 basanítēs의 기원이 동종의 암석이 풍부하게 생산되는 요르단 동부의 지명 Bashan에서 유래하였다고도 한다.
한자 사용권에서 사용되는 '현무암'이라는 단어는 1884년에 일본의 지구과학자 고토 분지로가 효고현 기누사키(城崎) 온천 근처의 겐부(玄武)동굴의 이름을 따서 명명한 것이다. 겐부 동굴은 육각형이 잘 발달한 주상절리를 볼 수 있는 현무암질 산에 위치한 동굴의 이름이다. 더하여 중국 신화에서 네 방위를 담당하는 사신(四神)중에서 북쪽을 담당하는 신 역시 현무라고 하는데, 현무를 상징하는 색은 검은색이다. 현무암의 어두운 색조와 상응한다.